# Saison 7 de Star Trek : La Nouvelle Génération
Chronologie
Saison 6 Saison 1 de Star Trek: Deep Space Nine
Cet article présente le guide de la septième saison de la série Star Trek : La Nouvelle Génération.

## Épisode 1:Descente aux enfers,2epartie
- Titre original : Descent
- Numéro(s) : 153 (7–1)
- Scénariste(s) : René Echevarria
- Réalisateur(s) : Alexander Singer
- Diffusion(s) : 
  -  États-Unis : 20 septembre 1993
- Invité(es) : Benito Martinez (technicien du transporteur Salazar), Brent Spiner (Lore), Jonathan Del Arco (Hugh), Alex Datcher (Taitt), James Horan (Barnaby), Brian J. Cousins (Crosis)
- Résumé : Les Borgs ne fonctionnent plus en collectif à cause du changement provoqué par Hugh, ce qui a failli les détruire jusqu'à ce que Lore arrive et devienne leur leader. Lore est parvenu à prendre le contrôle de Data qui s'est enfui avec le Borg prisonnier. Parti à sa recherche, Picard, Deanna et Geordi sont capturés par les Borgs de Lore. Le reste des occupants du vaisseau sont dispersés sur la planète à la recherche de Data, seul un petit groupe reste sur l'Enterprise, sous le commandement du Dr Crusher, et ils sont attaqués par un vaisseau borg.

## Épisode 2:Liaisons
- Titre original : Liaisons
- Numéro(s) : 154 (7–2)
- Scénariste(s) : Jeanne Carrigan Fauci, Lisa Rich
- Réalisateur(s) : Cliff Bole ; histoire : Roger Eschbacher, Jaq Greenspoon
- Diffusion(s) : 
  -  États-Unis : 27 septembre 1993
- Invité(es) : Barbara Williams (Anna), Eric Pierpoint (Voval), Paul Eiding (Loquel), Michael Harris (Byleth)
- Résumé : Des ambassadeurs viennent sur l'Enterprise tandis que Picard part vers leur monde dans le cadre d'un échange. Les ambassadeurs font tourner Deanna Troi et Worf, les officiers chargés de leur visite, en bourrique. La navette de Picard s'écrase sur une planète de classe M où il est recueilli par une naufragée d'un précédent désastre.

## Épisode 3:Interface
- Titre original : ''Interface
- Numéro(s) : 155 (7–3)
- Scénariste(s) : Joe Menoksy
- Réalisateur(s) : Robert Wiemer
- Diffusion(s) : 
  -  États-Unis : 4 octobre 1993
- Invité(es) : Warren Munson (Amiral Holt), Ben Vereen (Dr. La Forge), Madge Sinclair (capitaine Silva La Forge)
- Résumé : Geordi est équipé d'un système de réalité virtuelle (VR). Le vaisseau où sa mère servait en tant qu'officier de Starfleet est porté disparu. À travers les signaux de son système de VR, il reçoit des messages de sa mère et essaie de convaincre les autres qu'elle n'est pas morte.
- Commentaire(s) : 2 ans avant la disparition du Voyager, cet épisode évoque la disparition pour une raison inconnue d'un autre vaisseau de la Fédération, avec la conséquence qu'ils sont déjà tous morts, même si ce n'est qu'une extrapolation.

## Épisode 4:La Pierre de Gol,1repartie
- Titre original : Gambit
- Numéro(s) : 156 (7–4)
- Scénariste(s) : Naren Shankar
- Réalisateur(s) : Peter Lauritson ; histoire : Christopher Hatton, Naren Shankar
- Diffusion(s) : 
  -  États-Unis : 11 octobre 1993
- Invité(es) : Richard Lynch (Baran), Robin Curtis (Tallera), Julie Caitlin Brown (Velor), Cameron Thor (Narik), Alan Altshuld (Yranac), Bruce Gray (Amiral Chekote)
- Résumé : Une équipe de l'Enterprise enquête sur la disparition de Picard, et ils en viennent à la conclusion qu'il est mort. L'enquête les mène ensuite sur une planète de classe M inhabitée, qui serait la cible de pillards de sites archéologiques : un groupe de mercenaires. Riker est capturé par les mercenaires. Sur leur vaisseau, il y découvre Picard, vivant, qui collabore avec eux.
- Commentaire(s) : À noter la présence de Robin Curtis dans ces 2 épisodes (le Lieutenant Saavik dans le film Star Trek 3 : À la recherche de Spock) dans un rôle de Romulienne/Vulcaine.

## Épisode 5:La Pierre de Gol,2epartie
- Titre original : Gambit
- Numéro(s) : 157 (7–5)
- Scénariste(s) : Ronald D. Moore
- Réalisateur(s) : Alexander Singer ; histoire : Naren Shankar
- Diffusion(s) : 
  -  États-Unis : 18 octobre 1993
- Invité(es) : Richard Lynch (Baran), Robin Curtis (Tallera), Julie Caitlin Brown (Vekor), Cameron Thor (Narik), James Worthy (Koral), Sabrina LeBeauf (enseigne Guisti)
- Résumé : Picard et Riker prétendent collaborer avec les mercenaires afin qu'ils les mènent vers les commanditaires des pillages. Sur l'Enterprise, Data a pris le commandement et essaie de suivre leurs manœuvres.

## Épisode 6:Cauchemars
- Titre original : Phantasms
- Numéro(s) : 158 (7–6)
- Scénariste(s) : Brannon Braga
- Réalisateur(s) : Patrick Stewart
- Diffusion(s) : 
  -  États-Unis : 25 octobre 1993
- Invité(es) : Gina Ravarra (enseigne Taylor), Bernard Kates (Sigmund Freud), Clyde Kusatsu (amiral Makamura), David L. Crowley (ouvrier)
- Résumé : Data se surprend à avoir des cauchemars. Le moteur à distorsion de l'Enterprise est en panne et Geordi a du mal à le réparer. Les rêves de Data envahissent ses moments de veille au point qu'il devient dangereux.
- Commentaire : Data s'en prend physiquement à un membre de l'équipage. Déjà dans l'épisode Descente aux enfers [2/2] (saison 7 épisode 1), on avait constaté que Data était peu résistant aux prises de contrôle, y compris celles qui le font agresser ses camarades.

## Épisode 7:Heures sombres
- Titre original : Dark Page
- Numéro(s) : 159 (7–7)
- Scénariste(s) : Hilary J. Bader
- Réalisateur(s) : Les Landau
- Diffusion(s) : 
  -  États-Unis : 1er novembre 1993
- Invité(es) : Norman Large (Maques), Kirsten Dunst (Hedrill), Amick Byram (Ian Andrew Troi) , Andreana Weiner (Kestra), Majel Barrett (Lwaxana Troi)
- Résumé : Lwaxana Troi, en tant que diplomate et télépathe, essaye de faire rentrer dans la Fédération une nouvelle race de télépathes, qui ne communique que par des images. Pour ce faire, elle leur apprend le dialogue parlé. Le fait qu'elle ait passé de nombreuses semaines parmi ces gens l'a semble-t-il, très grandement affaiblie.
- Commentaire(s) : À noter la présence de la jeune Kirsten Dunst alors enfant (10/11 ans), et la présence de Norman Large qui a participé à de nombreux épisodes de Star Trek.

## Épisode 8:Les enchaînés
- Titre original : Attached
- Numéro(s) : 160 (7–8)
- Scénariste(s) : Nicholas Sagan
- Réalisateur(s) : Jonathan Frakes
- Diffusion(s) : 
  -  États-Unis : 8 novembre 1993
- Invité(es) : Robin Gammell (Mauric), Lenore Kasdorf (Lorin)
- Résumé : Une enquête sur une nouvelle candidature pour devenir membre de la fédération des planètes unies  tourne mal : la planète est occupée par deux peuples opposés depuis un siècle.

## Épisode 9:Quand la nature reprend ses droits
- Titre original : Force of Nature
- Numéro(s) : 161 (7–9)
- Scénariste(s) : Naren Shankar
- Réalisateur(s) : Robert Lederman
- Diffusion(s) : 
  -  États-Unis : 15 novembre 1993
- Invité(es) : Michael Corbett (Dr. Rabal), Margaret Reed (Dr. Serova), Lee Arenberg (DaiMon Prak)
- Résumé : L'Enterprise se trouve dans une région de l'espace où des vaisseaux en transit tombent en panne. C'est un frère et une sœur qui ont miné le secteur pour attirer l'attention de la Fédération sur le fait que trop de voyages en distorsion endommagent l'espace-temps.

## Épisode 10:L'Héritage
- Titre original : Inheritance
- Numéro(s) : 162 (7–10)
- Scénariste(s) : Dan Koeppel, René Echevarria
- Réalisateur(s) : Robert Scheerer ; histoire : Dan Koeppel
- Diffusion(s) : 
  -  États-Unis : 22 novembre 1993
- Invité(es) : Fionnula Flanagan (Juliana Tainer), William Lithgow (Pran), Brent Spiner (Noonian Soong)
- Résumé : L'équipage de l'Enterprise collabore avec deux géologues afin de stabiliser l'activité sismique d'une planète. L'un de ces géologues, une femme d'un certain âge nommée Juliana, indique être l'épouse de Noonien Soong, le créateur de Data. Ce dernier a des doutes mais les propos de cette femme sont confirmés et ils apprennent à se connaître, jusqu'à ce qu'un évènement tragique révèle un terrible secret.

## Épisode 11:Parallèles
- Titre original : Parallels
- Numéro(s) : 163 (7–11)
- Scénariste(s) : Brannon Braga
- Réalisateur(s) : Roert Wiemer
- Diffusion(s) : 
  -  États-Unis : 10 janvier 1994
- Invité(es) : Mark Bramhall (Gul Nador), Wil Wheaton (Wesley Crusher), Patti Yasutake (Alyssa Ogawa)
- Résumé : Worf rentre d'un tournoi de bat'leth où il a été vainqueur. Mais dans les jours qui suivent, il est victime de malaises, de troubles de la mémoire, d'hallucinations rétroactives dus à des déformations quantiques…
- Commentaire(s) : On peut se demander si Worf a bien retrouvé sa réalité du fait qu'un anniversaire surprise avait été organisé à son intention et que dans la dernière réalité, cet anniversaire a été déprogrammé...toujours est-il qu'il est censé avoir eu 2 enfants avec Deanna Troi dans l'avant dernière réalité, et que dans cette même réalité l'Enterprise se fait attaquer par les Bajorans dont on ne voit pas le vaisseau, vu qu'aucun vaisseau de guerre Bajoran n'a jamais existé et qu'en créer un spécialement pour cet épisode était un défi qu'ils n'ont pas souhaité relever. Le lieutenant Crusher affirme avoir reçu 285 000 appels des  multiples Enterprises (chiffre qui ne cessait d'augmenter), de plus il y a tellement d'Enterprises que le capitaine Riker n'hésite pas à détruire un vaisseau dans lequel un autre Riker mettait en danger la navette de Worf.

## Épisode 12:Le Pegasus
- Titre original : The Pegasus
- Numéro(s) : 164 (7–12)
- Scénariste(s) : Ronald D. Moore
- Réalisateur(s) : LeVar Burton
- Diffusion(s) : 
  -  États-Unis : 17 janvier 1994
- Invité(es) : Terry O'Quinn (amiral Eric Pressman), Nancy Vawter (amiral Blackwell)
- Résumé : L'amiral Eric Pressman est envoyé sur l'Enterprise pour guider une mission de récupération de matériel sensible sur un vaisseau, le Pegasus, disparu dans d'étranges conditions douze ans auparavant. Riker y servait comme enseigne sous les ordres de Pressman. Le mystère s'épaissit sur les événements liés à la destruction du navire et de son équipage. Un vaisseau romulien est sur place et le cherche aussi.
- Commentaire(s) : Intéressant de voir que la carrière de Terry O'Quinn a commencé bien avant qu'il n'interprète John Locke dans la série télévisée Lost : Les Disparus.

## Épisode 13:Terre promise
- Titre original : Homeward
- Numéro(s) : 165 (7–13)
- Scénariste(s) : Naren Shankar
- Réalisateur(s) : Alexander Singer ; histoire : Spike Steingasser
- Diffusion(s) : 
  -  États-Unis : 17 janvier 1994
- Invité(es) : Paul Sorvino (Nikolai Rozhenko), Penny Johnson Jerald (Dobara), Brian Markinson (Vorin), Edward Penn (Kateras)
- Résumé : Une planète va perdre son atmosphère et le chargé d'étude de cette planète est le demi-frère humain de Worf, Nikolai Rozhenko. La mission de l'Enterprise est de le récupérer et de laisser les habitants à leur sort, Directive Première oblige. Nikolai parvient cependant à sauver les résidents d'un village en les téléportant en catimini dans le holodeck. Il impose ensuite à l'Enterprise de les transporter jusqu'à une proche planète de classe M où ils seront déposés à leur insu, réalisant la gageure de les sauver en interférant le moins possible avec la Directive Première.
- Commentaire(s) : À noter la présence de Penny Johnson Jerald dans un rôle très différend de celui de Kasidy Yates dans Star Trek: Deep Space Nine. Il est intéressant de remarquer que le capitaine Picard déplace un peuple grâce à la technologie du holodeck (il est vrai contre son gré), alors qu'il s'y opposait très farouchement lors du film Star Trek : Insurrection...

## Épisode 14:Sub Rosa
- Titre original : Sub Rosa
- Numéro(s) : 166 (7–14)
- Scénariste(s) : Brannon Braga
- Réalisateur(s) : Jonathan Frakes ; histoire : Jeri Taylor
- Diffusion(s) : 
  -  États-Unis : 31 janvier 1994
- Invité(es) : Ellen Albertini Dow (Felisa Howard), Duncan Regehr (Ronin), Michael Keenan (Maturin), Shay Duffin (Quint)
- Résumé : Le Dr Crusher se rend sur une planète peuplée de colons principalement d'origine écossaise pour les funérailles de sa grand-mère. Elle apprend que celle-ci avait un amant d'une trentaine d'années et commence à faire des rêves érotiques. Elle découvre que l'amant de sa grand-mère est en fait un fantôme et va jusqu'à démissionner de Starfleet pour rester auprès de lui. Pendant ce temps, de graves problèmes météorologiques mettent l'avenir de la planète en péril.

## Épisode 15:Promotions
- Titre original : Lower Decks
- Numéro(s) : 167 (7–15)
- Scénariste(s) : Ron Wilkerson, René Echevarria – Histoire : Ronald Wilkerson, Jean Louise Matthias
- Réalisateur(s) : Gabrielle Beaumont
- Diffusion(s) : 
  -  États-Unis : 7 février 1994
- Invité(es) : Dan Gauthier (Lavelle), Dan Gaytheir (Sam Laville), Shannon Fill (Sito Jaxa), Alexander Enberg (Taurik), Bruce Beatty (Ben), Don Reilly (Joret), Patti Yasutake (Alyssa Ogawa)
- Résumé : Nous suivons les émois de quatre enseignes à l'heure des évaluations et des promotions. En même temps, l'Enterprise est engagée dans une mission top-secrète dont ils vont devoir faire partie.

## Épisode 16:Contaminations
- Titre original : Thine Own Self
- Numéro(s) : 168 (7–16)
- Scénariste(s) : Ronald D. Moore
- Réalisateur(s) : Winrich Kolbe ; histoire : Christopher Halton
- Diffusion(s) : 
  -  États-Unis : 14 février 1994
- Invité(es) : Ronnie Claire Edwards (Talur), Michael Rothbar (Garvin), Kimberly Cullum (Gia), Michael G. Hagerty (Skoran)
- Résumé : Alors qu'il était parti seul récupérer une pièce radioactive d'un naufrage, Data a un accident et se retrouve amnésique dans un village où il est recueilli, et où il empoisonne tous les habitants involontairement avec la pièce. Pendant ce temps, ne se doutant de rien, la vie continue sur l'Enterprise où Deanna essaie de passer le test d'officier de pont.
- Commentaire(s) : À noter la présence de ce village qui va apparaître aussi sous différentes formes dans les épisodes 23 et 24. Le début de cet épisode fait penser au début du film Insurrection (Data à la suite d'une défaillance de ses circuits de mémoires, se montre à des villageois d'une époque pré-distorsion).

## Épisode 17:Masques
- Titre original : Masks
- Numéro(s) : 169 (7–17)
- Scénariste(s) : Joe Menosky
- Réalisateur(s) : Robert Wiemer
- Diffusion(s) : 
  -  États-Unis : 21 février 1994
- Invité(es) :
- Résumé : l'Enterprise trouve un vaisseau spatial caché dans un noyau de comète. Ce vaisseau spatial semble être en même temps un temple et une bibliothèque, et il projette sa mythologie dans la personne de Data, en même temps qu'il transforme les ponts de l'Enterprise en reproduction de sa planète d'origine.

## Épisode 18:L'Œil de l'admirateur
- Titre original : Eye of the Beholder
- Numéro(s) : 170 (7–18)
- Scénariste(s) : René Echevarria
- Réalisateur(s) : Cliff Bole ; histoire : Brannon Braga
- Diffusion(s) : 
  -  États-Unis : 28 février 1994
- Invité(es) : Mark Rolston (Lt Walter Pierce), Nancy Harewood (Lt Nara), Tim Lounibos (Lt Kwan), Johanna McCloy (enseigne Calloway)
- Résumé : Un des membres de l'équipage se suicide sans raison apparente. Deanna et Worf enquêtent, ce qui les amène à commencer une relation amoureuse. Le suicide semble être lié à une disparition sept ans auparavant, lorsque l'Enterprise fut construite.

## Épisode 19:Genèse
- Titre original : Genesis
- Numéro(s) : 171 (7–19)
- Scénariste(s) : Brannon Braga
- Réalisateur(s) : Gates McFadden
- Diffusion(s) : 
  -  États-Unis : 21 mars 1994
- Invité(es) : Dwight Schultz (Lt Reginald « Reg » Barclay III), Patti Yasutake (Alyssa Ogawa), Rusty McLennon (Worf)
- Résumé : Chaque membre de l'équipage éprouve divers troubles de fatigues, changement d'humeur ou autre. Worf devient hypersensible. Deanna est prise de crises de froid. Worf essaie de violer Deanna, et tout à l'avenant. Picard et Data qui étaient absents reviennent et trouvent l'Enterprise à la dérive. Ils découvrent que le mal qui a frappé le navire est un virus qui réveille les gènes désactivés par l'évolution, ce qui fait dégénérer chacun vers son ancêtre primitif.
- Commentaire(s) : Spot, le chat de Data est en fait une chatte et il y a 12 mâles à bord de l'Enterprise qui auraient pu la féconder. On aurait pu imaginer que son chat(te) était le seul à bord, mais on s'aperçoit qu'il y a en fait toute une ménagerie d'animaux domestiques. Les plus inadéquats (du fait qu'ils ne font pas dans une litière) sont les chiens que l'on voit de temps à autre dans la série. 1er épisode réalisé par Gates McFadden (Dr Crusher).

## Épisode 20:La Fin du voyage
- Titre original : Journey's End
- Numéro(s) : 172 (7–20)
- Scénariste(s) : Ronald D. Moore
- Réalisateur(s) : Corey Allen ; histoire : Shawn Piller, Antonio Napoli
- Diffusion(s) : 
  -  États-Unis : 28 mars 1994
- Invité(es) : Tom Jackson (Lakanta), Natalija Nogulich (Amiral Alynna Nechayev), Wil Wheaton (Wesley Crusher), Richard Poe (Gul Evek), Ned Romero (Anthwarta), George Aguilar (Wakasa)
- Résumé : Un traité entre la Fédération et Cardassia a fixé de nouvelles frontières, et Picard reçoit l'ordre  de déménager une colonie installée sur Dorvan V, planète qui se trouve désormais en territoire cardassien. C'est une colonie d'Indiens installés là après avoir renoncé à trouver sur Terre un territoire pour remplacer celui volé par les colons en Amérique du Nord lors des guerres indiennes. Ils refusent de partir. En même temps, Wesley, en visite à bord de l'USS Enterprise, est de très mauvaise humeur, rompt avec ses camarades les codes de Startfleet. À la fin de l'épisode, le Voyageur se présente à lui pour lui présenter sa destinée. Il quitte Starfleet et reste sur la planète.
- Commentaire(s) : Le chef indien, qui semble être un descendant des Apaches, affirme que l'un des ancêtres du capitaine Picard – dont la famille remonte à l'époque de Charlemagne, dixit Picard lui-même dans cet épisode – était un colon espagnol qui a combattu sa tribu sept cents ans plus tôt lors de la révolte des Pueblos. Par ailleurs, Picard doit déplacer une tribu de la planète, chose qu'il ne saurait faire même avec des ordres de Starfleet, comme dans Star Trek : Insurrection.

## Épisode 21:Le Premier-né
- Titre original : Firstborn
- Numéro(s) : 173 (7–21)
- Scénariste(s) : Christopher Halton, Ronald D. Moore
- Réalisateur(s) : Jonathan West ; histoire : Mark Kalbfeld
- Diffusion(s) : 
  -  États-Unis : 25 avril 1994
- Invité(es) : Armin Shimerman (Quark), Brian Bonsall (Alexander), Barbara March (Lursa), Gwynyth Walsh (B'Etor), James Sloyan (K'Mtar), John Shull (Molor)
- Résumé : Worf est déçu que son fils Alexander ne semble pas être intéressé par les rites qui doivent faire de lui un guerrier.
- Commentaire(s) : À noter la présence de James Sloyan dans le rôle d'un Klingon, méconnaissable par rapport à son rôle de Deep Space Nine ou il joue parfois le Dr Mora Pol.

## Épisode 22:Les Liens du sang
- Titre original : Bloodlines
- Numéro(s) : 174 (7–22)
- Scénariste(s) : Nicholas Sagan
- Réalisateur(s) : Les Landau
- Diffusion(s) : 
  -  États-Unis : 2 mai 1994
- Invité(es) : Amy Pietz (Lieutenant Sandra Rhodes), Ken Olandt (Jason Vigo), Peter Slutsker (Birta), Lee Arenberg (DaiMon Bok)
- Résumé : Un Férengi dont le fils a été tué par l'Enterprise dans une escarmouche de nombreuses années auparavant, a retrouvé Picard, ainsi qu'un fils de ce dernier dont il ignorait l'existence, et il menace de tuer le fils pour atteindre le père. Picard parvient à récupérer son fils, et mène une enquête pour retrouver le Férengi. Pendant ce temps, il essaie de se lier avec son fils, sans succès.

## Épisode 23:Émergence
- Titre original : Emergence
- Numéro(s) : 175 (7–23)
- Scénariste(s) : Joe Menosky
- Réalisateur(s) : Cliff Bole ; histoire : Brannon BragaBrannon Braga
- Diffusion(s) : 
  -  États-Unis : 9 mai 1994
- Invité(es) : David Huddleson, Thomas Kopache (ingénieur), Arlee Reed (Hayseed), Dennis Tracey (homme en costume), Nick Dimitri (chauffeur)
- Résumé : L'Enterprise se met à prendre des initiatives, en même temps qu'elle emmêle les programmes du holodeck. Les programmes du holodeck deviennent métaphoriques, l'ordinateur du vaisseau couve un embryon de réseau neural, c'est-à-dire une naissance de forme de vie informatique. Picard et les autres essaient de suivre mais ils ont complètement perdu le contrôle du vaisseau.

## Épisode 24:Attaque préventive
- Titre original : Pre-emptive Strike
- Numéro(s) : 176 (7–24)
- Scénariste(s) : René Echevarria
- Réalisateur(s) : Patrick Stewart ; histoire : Naren Shankar
- Diffusion(s) : 
  -  États-Unis : 16 mai 1994
- Invité(es) : Richard Poe (Gul Evek), Shannon Cochran (Kalita), John Franklin (Macias), William Thomas Jr. (Santos), Michelle Forbes (Ro Laren)
- Résumé : l'Enterprise s'interpose dans un combat entre un vaisseau cardassien et le Maquis. Ro Laren rejoint l'Enterprise, et on lui confie la mission d'infiltrer le Maquis. Elle y réussit fort bien, mais éprouve à leur contact prolongé des difficultés à mener à bien sa mission qui consiste in fine à les trahir.
- Commentaire(s) : Le vaisseau de l'amiral est de classe excelsior.

## Épisode 25:Toutes les bonnes choses…1/2
- Titre original : All Good Things...
- Numéro(s) : 177 (7–25)
- Scénariste(s) : Ronald D. Moore, Brannon Braga
- Réalisateur(s) : David Carson, Winrich Kolbe
- Diffusion(s) : 
  -  États-Unis : 23 mai 1994
- Invité(es) : Andreas Katsulas (Tomolak), John de Lancie (Q), Denise Crosby (Tasha Yar), Colm Meaney (Miles O'Brien)
- Résumé : L'esprit de Picard se retrouve baladé entre trois trames temporelles qui se déroulent en parallèle : l'une à l'époque où il prend le commandement de l'Entreprise, l'une au temps présent, l'une vingt-cinq ans dans le futur. En même temps il est diagnostiqué d'une maladie incurable de dégénérescence mentale. Il finit par comprendre que Q est responsable de ses sauts dans le temps, et ce dernier lui indique que l'humanité est à nouveau en procès et menacée de destruction.

## Épisode 26:Toutes les bonnes choses…2/2
- Titre original : All Good Things...
- Numéro(s) : 178 (7–26)
- Scénariste(s) : Ronald D. Moore, Brannon Braga
- Réalisateur(s) : David Carson, Winrich Kolbe
- Diffusion(s) : 
  -  États-Unis : 23 mai 1994
- Invité(es) : John de Lancie (Q), Denise Crosby (Tasha Yar), Colm Meaney (Miles O'Brien)
- Résumé : Picard essaie de déterminer, puis déjouer, les plans que les membres du continuum Q ont prévus pour l'humanité. Dans chacune des trois trames, il parvient à amener son vaisseau en un point de l'espace où se trouve la source du mystère.